# 위치 헌터 로빈
《위치헌터 로빈》(Witch Hunter ROBIN)은 2002년 제작된 일본의 아니메 작품이다. 장르는 호러와 판타지물이며, 감독은 무라세 슈코이다. TV 시리즈로 전 26화가 방영되었다.